# Quartz Pebble Hill
Der Quartz Pebble Hill (englisch für Quarzkieselhügel) ist ein Hügel mit abgeflachtem Gipfel im westantarktischen Marie-Byrd-Land. Er ragt dort aus der nördlichen Geländestufe des Buckeye Table in der Ohio Range der Horlick Mountains auf, wo diese Geländestufe auf den Discovery Ridge trifft. 
Die Benennung des Hügels erfolgte auf Vorschlag des Geologen William Ellis Long (* 1930) von der Ohio State University, der in zwei antarktischen Sommerkampagnen zwischen 1960 und 1962 in diesem Gebiet tätig war.